# Fornlågfrankiska
Inom språkvetenskap är Fornnederländska (nederländska: Oudnederlands) eller Fornlågfrankiska (nederländska: Oudnederfrankisch) en grupp dialekter som utvecklades från frankiska som talades i Nederländerna (eller Lågländerna) under den tidiga medeltiden från cirka 500-talet – 800-talet till 1100-talet. Fornlågfrankiska är främst bevarat från arkeologiska fragmentfynd, och flera ord har återkonstruerats från medelnederländska och fornlågfrankiska lånord i Franska.